# 分散システム
分散システム（ぶんさんシステム、英語: distributed system）とは、主にネットワークにより接続された複数のコンピュータによって構成されたシステムのことである。対義語は、集中システム（英語: central system, centralized system）。

## 概要
分散システムは、分散処理を採用したコンピュータシステムである。例えば、各拠点（企業の各部門、各支店、各学校など）に設置されたコンピュータが、オフライン（テープ搬送など）またはオンライン（ネットワーク接続など）で相互に、あるいは中央のコンピュータなどと、処理を連携・分担するシステムがこれに相当する。

## コンピュータの種類としての分散システム
メインフレームやスーパーコンピュータに対して、より小型のコンピュータであるミニコンピュータ、オフィスコンピュータ、サーバー、ワークステーション、パーソナルコンピュータ、更には携帯情報端末などを総称して分散システムと呼ぶ場合がある。この場合は、各コンピュータの実際の使用形態が、分散処理を行っているかどうかは限らない。また現在ではメインフレームもサーバ機能を兼ねているため、明確な分類は困難である。なお日本では、「分散システム」の意味で「オープンシステム（オープン系）」と呼ぶ場合もあるが、世界的には「オープンシステム」とはUnix系のシステムを指す用語である。